# Piano di campionamento
L'elaborazione di piani di campionamento (entità della campionatura) è uno dei primi problemi che si presentano al controllo qualità di un'azienda che opera nella produzione industriale chiamato a verificare determinate caratteristiche della qualità di una partita di merce acquistata (materia prima) o realizzata (prodotto finito), tramite l'ispezione o l'analisi di una porzione molto limitata, detta appunto campione, dell'insieme (per gli statistici "popolazione").
È facilmente comprensibile quanto importante possa essere la procedura per arrivare ad estrarre, e sottoporre al controllo, campioni che soddisfino due esigenze tra loro contrastanti come la massima accuratezza ed il minimo costo.
L'utilizzo di strumenti statistici adeguati è un mezzo insostituibile per valutare preventivamente la significatività di ogni ipotetico piano di campionamento al fine di poter selezionare la metodologia più opportuna.

## Terminologia
Termini e simboli scelti tra i molteplici usati in letteratura.
Unità: la più piccola porzione della partita che può essere oggetto di campionamento (grammo, pezzo, ecc.).
Controllo per attributi: modalità di verifica che dà una risposta in termini esclusivamente qualitativi (Sì/No, Presente/Assente, Positivo/Negativo).
Controllo per variabili: modalità di verifica che porta alla determinazione di un valore numerico relativo ad un livello quantitativo (dimensione, misura analitica).
Controllo normale, severo, ridotto: impostazione di una maggiore o minore severità correlata al minore o maggiore rischio di una valutazione sfavorevole che si pensa di poter correre.
{\displaystyle N} (dimensione della partita): numero di unità di cui è composta la partita.
{\displaystyle n} (numerosità del campione): numero di unità estratte dalla partita.
{\displaystyle r} (unità difettose): numero di unità non conformi contenute nella partita.
{\displaystyle p} (frazione difettosa): frazione unitaria di difettosità ({\displaystyle =r/N}).
{\displaystyle p\%} (percentuale difettosa): numero di unità non conformi su 100 unità della partita ({\displaystyle =100r/N}).
{\displaystyle k} (numero di accettazione o numero di occorrenze): numero massimo di unità non conformi sulle {\displaystyle n} campionate ed analizzate, che decretano l'accettabilità della partita.
{\displaystyle P} (limite fiduciario): probabilità, rappresentata da un valore tra zero e uno, che una partita con una determinata percentuale difettosa (o frazione difettosa) presenti {\displaystyle k} unità non conformi sulle {\displaystyle n} campionate, oppure che il valore della grandezza misurata giaccia all'interno dell'incertezza riportata.
{\displaystyle P_{a}} (probabilità di accettazione): probabilità che sia accettata una partita con la percentuale difettosa (o frazione difettosa) pattuita come accettabile. Il rischio del venditore è la probabilità {\displaystyle 1-P_{a}} che tale partita sia rifiutata.
{\displaystyle P_{c}} (probabilità del consumatore): probabilità che sia accettata una partita con una determinata percentuale difettosa (o frazione difettosa) superiore a quella pattuita come accettabile. Corrisponde al rischio dell'acquirente.
{\displaystyle z} (moltiplicatore della deviazione standard {\displaystyle \sigma }): {\displaystyle z\sigma } a destra o a sinistra della media individua un segmento sull'asse delle ascisse al di sopra del quale l'area gaussiana ha un determinato valore in termini frazionari (vedi tabella). Qualora l'incertezza del risultato dipenda in modo critico dalla numerosità del campione, è opportuno sostituire {\displaystyle z} con la variabile casuale t di Student che tiene conto dei gradi di libertà {\displaystyle n-1} e che tende a {\displaystyle z} tendendo {\displaystyle n} all'infinito.
{\displaystyle E} (errore): massima differenza accettabile tra il valore sperimentale ed il valore vero, detta anche precisione, pur se sembrerebbe più appropriato il nome di non precisione.

## Strumenti statistici
La statistica inferenziale utilizza espressioni matematiche derivate dalla teoria della probabilità, per estrapolare, partendo da dati sperimentali limitati, affermazioni generali di natura "probabilistica", cioè basate sulla probabilità che ciò che si afferma sia vero.
Per lo studio di piani di campionamento si possono usare alcune delle seguenti funzioni:
- Distribuzione ipergeometrica: {\displaystyle P_{(k)}={\frac {{\binom {r}{k}}{\binom {N-r}{n-k}}}{\binom {N}{n}}},} dove {\displaystyle {\binom {a}{b}}={\frac {a!}{b!(a-b)!}}} è il coefficiente binomiale.

Nota: {\displaystyle N} incide relativamente poco su {\displaystyle P} e comunque, per valori molto grandi di {\displaystyle N,} la funzione diventa equivalente alla corrispondente variabile casuale binomiale.
- Distribuzione binomiale: {\displaystyle P_{(k)}={\binom {n}{k}}p^{k}(1-p)^{n-k},} dove {\displaystyle {\binom {n}{k}}={\frac {n!}{k!(n-k)!}}} è il coefficiente binomiale.

Nota: se {\displaystyle n} è grande (orientativamente {\displaystyle n>50}) e {\displaystyle p} molto piccolo, tale che {\displaystyle np} sia minore di 10 e {\displaystyle p(1-p)} quasi uguale a {\displaystyle p,} allora la binomiale può essere approssimata con una distribuzione Poissoniana dove {\displaystyle \lambda =np.}
- Distribuzione di Poisson: {\displaystyle P_{(k)}={\frac {e^{-\lambda }\lambda ^{k}}{k!}},} con {\displaystyle \lambda >0.}

Note:
1. Se {\displaystyle n} è molto grande e {\displaystyle \lambda >10,} allora la distribuzione di Poisson può essere approssimata con una distribuzione normale con media e varianza uguali a {\displaystyle \lambda .}
2. La maggior parte dei piani di campionamento per il controllo per attributi è basata sulla distribuzione di Poisson.

- Distribuzione normale (o gaussiana): {\displaystyle P_{(x)}={\frac {1}{\sqrt {2{\pi }{\sigma ^{2}}}}}e^{-{\frac {1}{2}}\left({\frac {x-{\overline {x}}}{\sigma }}\right)^{2}}.}

Note:
1. In questa forma è una variabile continua dove {\displaystyle x} può assumere qualsiasi valore reale.
2. La maggior parte dei piani di campionamento per il controllo per variabili è basata sulla distribuzione normale.

Come approssimazione della distribuzione di Poisson diventa:
{\displaystyle P_{(k)}={\frac {1}{\sqrt {2{\pi }{\lambda }}}}e^{-{\frac {(k-\lambda )^{2}}{2\lambda }}}.}
Nota: in questa forma è una variabile discreta dove {\displaystyle k} assume solo valori interi non negativi.

## Controllo per attributi
Con ciascuna delle precedenti funzioni si può determinare, fissati gli altri parametri, la probabilità di ottenere {\displaystyle k} occorrenze (campioni non conformi) su {\displaystyle n} prove (campioni totali).
È spesso più interessante ciò che si ottiene cumulando i valori di probabilità relativi a determinati numeri di occorrenze, tabulando cioè, oltre a {\displaystyle P_{(0)}}, i vari {\displaystyle P_{(1)}=P_{(0)}+P_{(1)}}, {\displaystyle P_{(2)}=P_{(0)}+P_{(1)}+P_{(2)}}, {\displaystyle P_{(3)}=P_{(0)}+P_{(1)}+P_{(2)}+P_{(3)}}, {\displaystyle P_{(4)}=P_{(0)}+P_{(1)}+P_{(2)}+P_{(3)}+P_{(4)}}, ecc. e mettendo in relazione le probabilità così ottenute con i valori assunti dalla difettosità (come {\displaystyle p\%} ad esempio). Si realizzano in tal modo le cosiddette "Curve Operative" con tabelle o grafici che consentono, fissato un piano di campionamento (sostanzialmente con {\displaystyle n} e {\displaystyle k,} vista la scarsa importanza di {\displaystyle N} limitatamente al calcolo), di apprezzare la probabilità {\displaystyle P_{(p\%)}} di accettare una partita con difettosità {\displaystyle p\%} con quel determinato piano.
A questo punto, avendo a disposizione qualsiasi coppia di valori {\displaystyle P_{(p\%)}} e {\displaystyle p\%,} sarà agevole fare considerazioni sul rischio del venditore (probabilità di rifiuto di una partita conforme) e rischio dell'acquirente (probabilità di accettazione di una partita non conforme) e, sulla base di queste, rimodulare coerentemente il piano.

### Esempi di applicazione della distribuzione di Poisson

#### Analisi microbiologica di derrate alimentari
Si supponga che la specifica reciti "Salmonella Assente in 25 grammi" e che il metodo di controllo indichi che la verifica va effettuata in tre flaconi di idoneo brodo di coltura con 25 g di prodotto cadauno, per un totale quindi di 75 g.
Si consideri un grammo l'unità costituente la partita, e difettoso quel grammo che risulti contenere la Salmonella (presumibilmente una Salmonella, se il materiale è abbastanza omogeneo).
Si ha {\displaystyle k=0} e {\displaystyle n=75}: il piano prevede che su 75 unità di prodotto il numero delle occorrenze (unità non conformi) sia zero.
Per {\displaystyle k=0} la Poisson si riduce a {\displaystyle P_{(0)}=e^{-np}}, da cui {\displaystyle p=-{\frac {\ln P_{(0)}}{n}}.}
Si può ora tabulare una serie di valori di {\displaystyle p} (o {\displaystyle p\%}) corrispondenti a determinati valori di {\displaystyle P_{(0)}}:
|                       | {\displaystyle P_{(0)}} | {\displaystyle n}       | {\displaystyle p}       | {\displaystyle p\%}     |
| --------------------- | ----------------------- | ----------------------- | ----------------------- | ----------------------- |
|                       | 0,99                    | 75                      | 0,000134                | 0,0134                  |
|                       | 0,98                    | 75                      | 0,000269                | 0,0269                  |
| {\displaystyle P_{a}} | 0,97                    | 75                      | 0,000406                | 0,0406                  |
|                       | 0,96                    | 75                      | 0,000544                | 0,0544                  |
|                       | 0,95                    | 75                      | 0,000684                | 0,0684                  |
|                       | {\displaystyle \vdots } | {\displaystyle \vdots } | {\displaystyle \vdots } | {\displaystyle \vdots } |
|                       | 0,50                    | 75                      | 0,009242                |                         |
|                       | {\displaystyle \vdots } | {\displaystyle \vdots } | {\displaystyle \vdots } | {\displaystyle \vdots } |
| {\displaystyle P_{c}} | 0,05                    | 75                      | 0,039943                | 3,9943                  |
|                       | 0,04                    | 75                      | 0,042918                | 4,2918                  |
|                       | 0,03                    | 75                      | 0,046754                | 4,6754                  |
|                       | 0,02                    | 75                      | 0,052160                | 5,2160                  |
|                       | 0,01                    | 75                      | 0,061402                | 6,1402                  |

Ciò equivale a dire, per esempio, che:
- il venditore corre il rischio di vedersi respinta 3 volte su 100 ((1 - 0,97) x 100) una partita che contiene 1 Salmonella ogni 2,5 kg, ossia 4,06 in 10000 g (caselle verdi     );
- l'acquirente rischia di accettare 5 volte su 100 (0,05 x 100) una partita con 1 Salmonella ogni 25 g, ossia 3,9943 in 100 g (caselle gialle     ).

L'aumento della quantità campionata (ad esempio 6 campioni da 25 g per un totale di 150 g) sarebbe meno favorevole per il venditore, mentre darebbe più garanzie all'acquirente come segue:
|                       | {\displaystyle P_{(0)}} | {\displaystyle n} | {\displaystyle p} | {\displaystyle p\%} |                        |
| --------------------- | ----------------------- | ----------------- | ----------------- | ------------------- | ---------------------- |
| {\displaystyle P_{a}} | 0,97                    | 150               | 0,000203          | 0,0203              | 1 Salmonella ogni 5 kg |
| {\displaystyle P_{c}} | 0,05                    | 150               | 0,019972          | 1,9972              | 1 Salmonella ogni 50 g |

#### Controllo difettosità pezzi
Si simuli di avere a che fare con una partita costituita da numerosi oggetti che possono presentare un difetto accettabile entro certi limiti. Si ipotizzi di campionarne un determinato numero (ad esempio 300) da sottoporre all'esame ispettivo per decretare l'accettabilità della partita in base a un certo numero massimo di occorrenze, o campioni che presentano quel difetto, che, per ora, si considera variabile tra zero e dieci.
Usando la distribuzione di Poisson si costruisce la tabella seguente con i valori cumulativi della probabilità per numero di occorrenze e difettosità:
| {\displaystyle n}        | 300    | 300    | 300    | 300    | 300    | 300    | 300    | 300    | 300    | 300    | 300    |
| {\displaystyle p\%}      | 0,0    | 0,5    | 1,0    | 1,5    | 2,0    | 2,5    | 3,0    | 3,5    | 4,0    | 4,5    | 5,0    |
| {\displaystyle p}        | 0,000  | 0,005  | 0,010  | 0,015  | 0,020  | 0,025  | 0,030  | 0,035  | 0,040  | 0,045  | 0,050  |
| {\displaystyle \lambda } | 0,00   | 1,50   | 3,00   | 4,50   | 6,00   | 7,50   | 9,00   | 10,50  | 12,00  | 13,50  | 15,00  |
|                          |        |        |        |        |        |        |        |        |        |        |        |
| {\displaystyle k}        |        |        |        |        |        |        |        |        |        |        |        |
| 0                        | 1,0000 | 0,2231 | 0,0498 | 0,0111 | 0,0025 | 0,0006 | 0,0001 | 0,0000 | 0,0000 | 0,0000 | 0,0000 |
| 1                        | 1,0000 | 0,5578 | 0,1991 | 0,0611 | 0,0174 | 0,0047 | 0,0012 | 0,0003 | 0,0001 | 0,0000 | 0,0000 |
| 2                        | 1,0000 | 0,8088 | 0,4232 | 0,1736 | 0,0620 | 0,0203 | 0,0062 | 0,0018 | 0,0005 | 0,0001 | 0,0000 |
| 3                        | 1,0000 | 0,9344 | 0,6472 | 0,3423 | 0,1512 | 0,0591 | 0,0212 | 0,0071 | 0,0023 | 0,0007 | 0,0002 |
| 4                        | 1,0000 | 0,9814 | 0,8153 | 0,5321 | 0,2851 | 0,1321 | 0,0550 | 0,0211 | 0,0076 | 0,0026 | 0,0009 |
| 5                        | 1,0000 | 0,9955 | 0,9161 | 0,7029 | 0,4457 | 0,2414 | 0,1157 | 0,0504 | 0,0203 | 0,0077 | 0,0028 |
| 6                        | 1,0000 | 0,9991 | 0,9665 | 0,8311 | 0,6063 | 0,3782 | 0,2068 | 0,1016 | 0,0458 | 0,0193 | 0,0076 |
| 7                        | 1,0000 | 0,9998 | 0,9881 | 0,9134 | 0,7440 | 0,5246 | 0,3239 | 0,1785 | 0,0895 | 0,0415 | 0,0180 |
| 8                        | 1,0000 | 1,0000 | 0,9962 | 0,9597 | 0,8472 | 0,6620 | 0,4557 | 0,2794 | 0,1550 | 0,0790 | 0,0374 |
| 9                        | 1,0000 | 1,0000 | 0,9989 | 0,9829 | 0,9161 | 0,7764 | 0,5874 | 0,3971 | 0,2424 | 0,1353 | 0,0699 |
| 10                       | 1,0000 | 1,0000 | 0,9997 | 0,9933 | 0,9574 | 0,8622 | 0,7060 | 0,5207 | 0,3472 | 0,2112 | 0,1185 |

Se per esempio si decidesse di accettare la partita secondo il criterio {\displaystyle n=300} e {\displaystyle k=4,} in circa 2 casi su 100 (vedi casella verde) verrebbe respinta una partita con lo 0,5% di unità non conformi, mentre circa 13 volte su 100 (vedi casella gialla) verrebbe accettata una partita con il 2,5% di non conformi.
I grafici risultanti dai valori di probabilità visti sopra, relativi ai diversi valori di {\displaystyle k} per un determinato numero di campioni (in questo esempio {\displaystyle n=300}), si chiamano Curve Operative, caratteristiche per ciascun piano di campionamento si voglia ipotizzare.

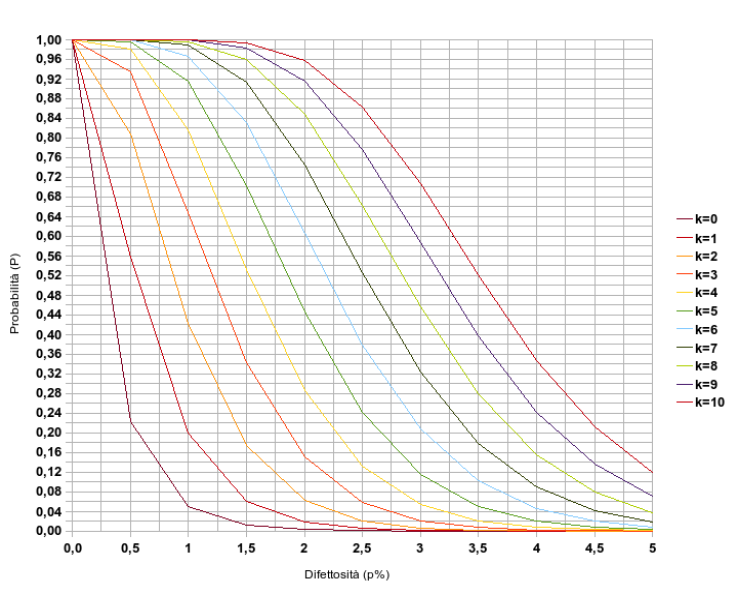
Curve Operative basate su In funzione di una serie di valori massimi (campioni giudicati non conformi), mettono in relazione la probabilità di accettazione con la difettosità della partita

## Controllo per variabili
Una distribuzione di dati normale (o gaussiana), è caratterizzata da un valore atteso corrispondente alla media aritmetica dei dati, da un'assoluta simmetricità intorno alla media (valore centrale), dalla forma caratteristica "a campana" della curva che rappresenta la funzione di densità di probabilità, ed infine da un importantissimo parametro legato alla dispersione dei dati intorno al valore centrale, la deviazione standard, che per la gaussiana corrisponde allo scostamento quadratico medio cioè
{\displaystyle \operatorname {\sigma _{x}} ={\sqrt {\frac {\sum _{i=1}^{n}(x_{i}-{\overline {x}})^{2}}{n}}},}
dove
{\displaystyle {\overline {x}}={\frac {1}{n}}\sum _{i=1}^{n}x_{i}} (media dei valori).
Il calcolo può essere semplificato usando la formula equivalente
{\displaystyle \operatorname {\sigma _{x}} ={\sqrt {{\overline {x_{i}^{2}}}-{\overline {x}}^{2}}},}
dove
{\displaystyle {\overline {x_{i}^{2}}}={\frac {1}{n}}\sum _{i=1}^{n}x_{i}^{2}} (media dei quadrati).
cioè estraendo la radice quadrata della differenza tra la "media dei quadrati" e il "quadrato della media".
L'area sottesa alla curva di Gauss ha valore 1 in quanto, come somma di tutti i valori di probabilità particolari, raggiunge il 100% cioè la certezza. C'è una precisa relazione tra quest'area ed il valore della deviazione standard, tant'è che spesso si mette in evidenza che, in qualsiasi gaussiana, circa il 68% dei dati cade tra ({\displaystyle {\overline {x}}-{\sigma }}) e ({\displaystyle {\overline {x}}+{\sigma }}), circa il 95% tra ({\displaystyle {\overline {x}}-{2\sigma }}) e ({\displaystyle {\overline {x}}+{2\sigma }}), e più del 99% tra ({\displaystyle {\overline {x}}-{3\sigma }}) e ({\displaystyle {\overline {x}}+{3\sigma }}). Questi sono solo tre esempi utilizzati per fare ragionamenti grossolani, ma, per qualsiasi calcolo particolare, è possibile utilizzare il "moltiplicatore della deviazione standard" ({\displaystyle z}) per ottenere il valore, in termini di probabilità, di una determinata porzione dell'area di Gauss.
|     |  |  |       |  |  |       |  |  |       |  |  |       |  |  |       |  |  |       |  |  |       |  |  |       |  |  |       |  |  |       |
|     |  |  |       |  |  |       |  |  |       |  |  |       |  |  |       |  |  |       |  |  |       |  |  |       |  |  |       |  |  |       |
| z   |  |  | .00   |  |  | .01   |  |  | .02   |  |  | .03   |  |  | .04   |  |  | .05   |  |  | .06   |  |  | .07   |  |  | .08   |  |  | .09   |
|     |  |  |       |  |  |       |  |  |       |  |  |       |  |  |       |  |  |       |  |  |       |  |  |       |  |  |       |  |  |       |
| 0.0 |  |  | .0000 |  |  | .0040 |  |  | .0080 |  |  | .0120 |  |  | .0160 |  |  | .0199 |  |  | .0239 |  |  | .0280 |  |  | .0319 |  |  | .0359 |
|     |  |  |       |  |  |       |  |  |       |  |  |       |  |  |       |  |  |       |  |  |       |  |  |       |  |  |       |  |  |       |
| 0.1 |  |  | .0398 |  |  | .0438 |  |  | .0478 |  |  | .0517 |  |  | .0557 |  |  | .0596 |  |  | .0636 |  |  | .0675 |  |  | .0714 |  |  | .0754 |
|     |  |  |       |  |  |       |  |  |       |  |  |       |  |  |       |  |  |       |  |  |       |  |  |       |  |  |       |  |  |       |
| 0.2 |  |  | .0793 |  |  | .0832 |  |  | .0871 |  |  | .0910 |  |  | .0948 |  |  | .0987 |  |  | .1026 |  |  | .1064 |  |  | .1103 |  |  | .1141 |
|     |  |  |       |  |  |       |  |  |       |  |  |       |  |  |       |  |  |       |  |  |       |  |  |       |  |  |       |  |  |       |
| 0.3 |  |  | .1179 |  |  | .1217 |  |  | .1255 |  |  | .1294 |  |  | .1331 |  |  | .1368 |  |  | .1406 |  |  | .1443 |  |  | .1480 |  |  | .1517 |
|     |  |  |       |  |  |       |  |  |       |  |  |       |  |  |       |  |  |       |  |  |       |  |  |       |  |  |       |  |  |       |
| 0.4 |  |  | .1555 |  |  | .1591 |  |  | .1628 |  |  | .1665 |  |  | .1700 |  |  | .1736 |  |  | .1772 |  |  | .1808 |  |  | .1844 |  |  | .1879 |
|     |  |  |       |  |  |       |  |  |       |  |  |       |  |  |       |  |  |       |  |  |       |  |  |       |  |  |       |  |  |       |
|     |  |  |       |  |  |       |  |  |       |  |  |       |  |  |       |  |  |       |  |  |       |  |  |       |  |  |       |  |  |       |
|     |  |  |       |  |  |       |  |  |       |  |  |       |  |  |       |  |  |       |  |  |       |  |  |       |  |  |       |  |  |       |
| 0.5 |  |  | .1914 |  |  | .1950 |  |  | .1985 |  |  | .2019 |  |  | .2054 |  |  | .2088 |  |  | .2123 |  |  | .2157 |  |  | .2190 |  |  | .2224 |
|     |  |  |       |  |  |       |  |  |       |  |  |       |  |  |       |  |  |       |  |  |       |  |  |       |  |  |       |  |  |       |
| 0.6 |  |  | .2258 |  |  | .2291 |  |  | .2324 |  |  | .2357 |  |  | .2389 |  |  | .2422 |  |  | .2454 |  |  | .2486 |  |  | .2518 |  |  | .2549 |
|     |  |  |       |  |  |       |  |  |       |  |  |       |  |  |       |  |  |       |  |  |       |  |  |       |  |  |       |  |  |       |
| 0.7 |  |  | .2580 |  |  | .2612 |  |  | .2642 |  |  | .2674 |  |  | .2704 |  |  | .2734 |  |  | .2764 |  |  | .2794 |  |  | .2823 |  |  | .2852 |
|     |  |  |       |  |  |       |  |  |       |  |  |       |  |  |       |  |  |       |  |  |       |  |  |       |  |  |       |  |  |       |
| 0.8 |  |  | .2881 |  |  | .2910 |  |  | .2939 |  |  | .2967 |  |  | .2996 |  |  | .3023 |  |  | .3051 |  |  | .3079 |  |  | .3106 |  |  | .3133 |
|     |  |  |       |  |  |       |  |  |       |  |  |       |  |  |       |  |  |       |  |  |       |  |  |       |  |  |       |  |  |       |
| 0.9 |  |  | .3159 |  |  | .3186 |  |  | .3213 |  |  | .3238 |  |  | .3264 |  |  | .3289 |  |  | .3315 |  |  | .3340 |  |  | .3365 |  |  | .3389 |
|     |  |  |       |  |  |       |  |  |       |  |  |       |  |  |       |  |  |       |  |  |       |  |  |       |  |  |       |  |  |       |
|     |  |  |       |  |  |       |  |  |       |  |  |       |  |  |       |  |  |       |  |  |       |  |  |       |  |  |       |  |  |       |
|     |  |  |       |  |  |       |  |  |       |  |  |       |  |  |       |  |  |       |  |  |       |  |  |       |  |  |       |  |  |       |
| 1.0 |  |  | .3413 |  |  | .3438 |  |  | .3461 |  |  | .3486 |  |  | .3508 |  |  | .3531 |  |  | .3554 |  |  | .3577 |  |  | .3599 |  |  | .3621 |
|     |  |  |       |  |  |       |  |  |       |  |  |       |  |  |       |  |  |       |  |  |       |  |  |       |  |  |       |  |  |       |
| 1.1 |  |  | .3643 |  |  | .3666 |  |  | .3686 |  |  | .3708 |  |  | .3729 |  |  | .3749 |  |  | .3770 |  |  | .3791 |  |  | .3810 |  |  | .3830 |
|     |  |  |       |  |  |       |  |  |       |  |  |       |  |  |       |  |  |       |  |  |       |  |  |       |  |  |       |  |  |       |
| 1.2 |  |  | .3849 |  |  | .3869 |  |  | .3888 |  |  | .3907 |  |  | .3925 |  |  | .3944 |  |  | .3962 |  |  | .3980 |  |  | .3997 |  |  | .4015 |
|     |  |  |       |  |  |       |  |  |       |  |  |       |  |  |       |  |  |       |  |  |       |  |  |       |  |  |       |  |  |       |
| 1.3 |  |  | .4032 |  |  | .4050 |  |  | .4066 |  |  | .4082 |  |  | .4099 |  |  | .4115 |  |  | .4131 |  |  | .4147 |  |  | .4162 |  |  | .4177 |
|     |  |  |       |  |  |       |  |  |       |  |  |       |  |  |       |  |  |       |  |  |       |  |  |       |  |  |       |  |  |       |
| 1.4 |  |  | .4192 |  |  | .4207 |  |  | .4223 |  |  | .4236 |  |  | .4251 |  |  | .4265 |  |  | .4279 |  |  | .4292 |  |  | .4306 |  |  | .4319 |
|     |  |  |       |  |  |       |  |  |       |  |  |       |  |  |       |  |  |       |  |  |       |  |  |       |  |  |       |  |  |       |
|     |  |  |       |  |  |       |  |  |       |  |  |       |  |  |       |  |  |       |  |  |       |  |  |       |  |  |       |  |  |       |
|     |  |  |       |  |  |       |  |  |       |  |  |       |  |  |       |  |  |       |  |  |       |  |  |       |  |  |       |  |  |       |
| 1.5 |  |  | .4331 |  |  | .4345 |  |  | .4357 |  |  | .4370 |  |  | .4382 |  |  | .4394 |  |  | .4406 |  |  | .4418 |  |  | .4430 |  |  | .4441 |
|     |  |  |       |  |  |       |  |  |       |  |  |       |  |  |       |  |  |       |  |  |       |  |  |       |  |  |       |  |  |       |
| 1.6 |  |  | .4452 |  |  | .4464 |  |  | .4474 |  |  | .4485 |  |  | .4496 |  |  | .4505 |  |  | .4515 |  |  | .4525 |  |  | .4535 |  |  | .4545 |
|     |  |  |       |  |  |       |  |  |       |  |  |       |  |  |       |  |  |       |  |  |       |  |  |       |  |  |       |  |  |       |
| 1.7 |  |  | .4554 |  |  | .4564 |  |  | .4573 |  |  | .4582 |  |  | .4595 |  |  | .4599 |  |  | .4609 |  |  | .4616 |  |  | .4625 |  |  | .4633 |
|     |  |  |       |  |  |       |  |  |       |  |  |       |  |  |       |  |  |       |  |  |       |  |  |       |  |  |       |  |  |       |
| 1.8 |  |  | .4641 |  |  | .4649 |  |  | .4656 |  |  | .4664 |  |  | .4671 |  |  | .4678 |  |  | .4686 |  |  | .4693 |  |  | .4700 |  |  | .4706 |
|     |  |  |       |  |  |       |  |  |       |  |  |       |  |  |       |  |  |       |  |  |       |  |  |       |  |  |       |  |  |       |
| 1.9 |  |  | .4713 |  |  | .4719 |  |  | .4726 |  |  | .4733 |  |  | .4738 |  |  | .4744 |  |  | .4751 |  |  | .4756 |  |  | .4762 |  |  | .4767 |
|     |  |  |       |  |  |       |  |  |       |  |  |       |  |  |       |  |  |       |  |  |       |  |  |       |  |  |       |  |  |       |
|     |  |  |       |  |  |       |  |  |       |  |  |       |  |  |       |  |  |       |  |  |       |  |  |       |  |  |       |  |  |       |
|     |  |  |       |  |  |       |  |  |       |  |  |       |  |  |       |  |  |       |  |  |       |  |  |       |  |  |       |  |  |       |
| 2.0 |  |  | .4773 |  |  | .4778 |  |  | .4783 |  |  | .4788 |  |  | .4793 |  |  | .4798 |  |  | .4803 |  |  | .4808 |  |  | .4812 |  |  | .4817 |
|     |  |  |       |  |  |       |  |  |       |  |  |       |  |  |       |  |  |       |  |  |       |  |  |       |  |  |       |  |  |       |
| 2.1 |  |  | .4821 |  |  | .4826 |  |  | .4831 |  |  | .4834 |  |  | .4838 |  |  | .4842 |  |  | .4846 |  |  | .4850 |  |  | .4854 |  |  | .4857 |
|     |  |  |       |  |  |       |  |  |       |  |  |       |  |  |       |  |  |       |  |  |       |  |  |       |  |  |       |  |  |       |
| 2.2 |  |  | .4862 |  |  | .4865 |  |  | .4868 |  |  | .4871 |  |  | .4873 |  |  | .4878 |  |  | .4881 |  |  | .4884 |  |  | .4888 |  |  | .4890 |
|     |  |  |       |  |  |       |  |  |       |  |  |       |  |  |       |  |  |       |  |  |       |  |  |       |  |  |       |  |  |       |
| 2.3 |  |  | .4893 |  |  | .4895 |  |  | .4898 |  |  | .4902 |  |  | .4904 |  |  | .4906 |  |  | .4909 |  |  | .4911 |  |  | .4913 |  |  | .4916 |
|     |  |  |       |  |  |       |  |  |       |  |  |       |  |  |       |  |  |       |  |  |       |  |  |       |  |  |       |  |  |       |
| 2.4 |  |  | .4919 |  |  | .4920 |  |  | .4922 |  |  | .4925 |  |  | .4927 |  |  | .4929 |  |  | .4931 |  |  | .4932 |  |  | .4934 |  |  | .4936 |
|     |  |  |       |  |  |       |  |  |       |  |  |       |  |  |       |  |  |       |  |  |       |  |  |       |  |  |       |  |  |       |
|     |  |  |       |  |  |       |  |  |       |  |  |       |  |  |       |  |  |       |  |  |       |  |  |       |  |  |       |  |  |       |
|     |  |  |       |  |  |       |  |  |       |  |  |       |  |  |       |  |  |       |  |  |       |  |  |       |  |  |       |  |  |       |
| 2.5 |  |  | .4938 |  |  | .4940 |  |  | .4941 |  |  | .4944 |  |  | .4945 |  |  | .4946 |  |  | .4948 |  |  | .4949 |  |  | .4951 |  |  | .4952 |
|     |  |  |       |  |  |       |  |  |       |  |  |       |  |  |       |  |  |       |  |  |       |  |  |       |  |  |       |  |  |       |
| 2.6 |  |  | .4953 |  |  | .4955 |  |  | .4957 |  |  | .4957 |  |  | .4959 |  |  | .4960 |  |  | .4961 |  |  | .4962 |  |  | .4963 |  |  | .4964 |
|     |  |  |       |  |  |       |  |  |       |  |  |       |  |  |       |  |  |       |  |  |       |  |  |       |  |  |       |  |  |       |
| 2.7 |  |  | .4965 |  |  | .4966 |  |  | .4967 |  |  | .4968 |  |  | .4969 |  |  | .4970 |  |  | .4971 |  |  | .4972 |  |  | .4973 |  |  | .4974 |
|     |  |  |       |  |  |       |  |  |       |  |  |       |  |  |       |  |  |       |  |  |       |  |  |       |  |  |       |  |  |       |
| 2.8 |  |  | .4974 |  |  | .4975 |  |  | .4977 |  |  | .4977 |  |  | .4977 |  |  | .4978 |  |  | .4979 |  |  | .4980 |  |  | .4980 |  |  | .4981 |
|     |  |  |       |  |  |       |  |  |       |  |  |       |  |  |       |  |  |       |  |  |       |  |  |       |  |  |       |  |  |       |
| 2.9 |  |  | .4981 |  |  | .4982 |  |  | .4983 |  |  | .4983 |  |  | .4984 |  |  | .4984 |  |  | .4985 |  |  | .4985 |  |  | .4986 |  |  | .4986 |
|     |  |  |       |  |  |       |  |  |       |  |  |       |  |  |       |  |  |       |  |  |       |  |  |       |  |  |       |  |  |       |
|     |  |  |       |  |  |       |  |  |       |  |  |       |  |  |       |  |  |       |  |  |       |  |  |       |  |  |       |  |  |       |
|     |  |  |       |  |  |       |  |  |       |  |  |       |  |  |       |  |  |       |  |  |       |  |  |       |  |  |       |  |  |       |
| 3.0 |  |  | .4987 |  |  |       |  |  |       |  |  |       |  |  |       |  |  |       |  |  |       |  |  |       |  |  |       |  |  |       |

Prima di affrontare la definizione di un piano di campionamento specifico, conviene studiare la variabilità nel prodotto del parametro da controllare: ciò si ottiene semplicemente effettuando serie di analisi su un certo numero di partite ed infine mediando i valori di deviazione standard di ciascuna serie (più ripetitivo è il dato, minore è il numero di ripetizioni necessarie). Questa è una fase preliminare da non sottovalutare in quanto solo una buona quantità di determinazioni consente di fare avvicinare i valori sperimentali necessariamente approssimati (campione) ai valori veri (popolazione) normalmente sconosciuti.
In secondo luogo si deve focalizzare la finalità del controllo, che può essere:
- assicurarsi che il test dia il valore vero a meno dell'errore considerato accettabile con una predeterminata probabilità;
- assicurarsi che, con una probabilità determinata, non si accetti una partita con valori maggiori o minori di un certo limite (per ora si consideri la parte dell'acquirente).

In entrambi i casi si tratta di dare un significati statistico al valore medio che emergerà dal controllo di {\displaystyle n} campioni: la formula che consente di affrontare il problema è
{\displaystyle E={\frac {z\sigma }{\sqrt {n}}},}
dove {\displaystyle {\frac {\sigma }{\sqrt {n}}}} è la deviazione standard della distribuzione delle medie di {\displaystyle n} osservazioni.
Potremo avere allora due casi:
1) Se, per una qualsiasi finalità (ad esempio il pagamento della merce sulla base di un indice qualitativo), si decide che il valore sperimentale non debba scostarsi dal valore vero di una quantità maggiore di {\displaystyle E} con una probabilità {\displaystyle P,} si userà il valore di {\displaystyle z} corrispondente a {\displaystyle P/2} per ricavare {\displaystyle n=\left({\frac {z\sigma }{E}}\right)^{2}.} 100P volte su 100 il valore vero sarà compreso tra {\displaystyle {\overline {x}}-E} e {\displaystyle {\overline {x}}+E}.

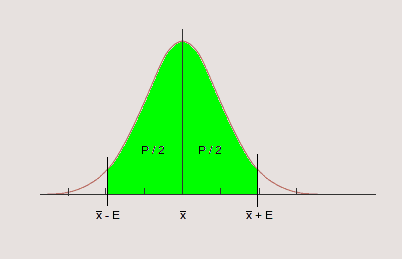

2) Se, acquistando una partita, si vuole avere una probabilità {\displaystyle P} di accettarla se il valore di una determinata caratteristica non è inferiore a {\displaystyle {\overline {x}}}, a meno di un errore massimo pari a {\displaystyle E,} si userà il valore di {\displaystyle z} corrispondente a {\displaystyle P-0,5} per ricavare {\displaystyle n=\left({\frac {z\sigma }{E}}\right)^{2}.} {\displaystyle 100P} volte su 100 il valore vero non sarà inferiore a {\displaystyle {\overline {x}}-E}. Il procedimento è lo stesso spostandosi simmetricamente a destra della media per i casi di "non superiore a...".

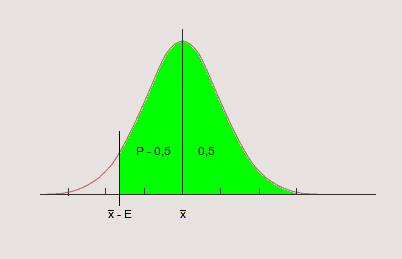

Tenendo poi conto che il venditore risulta avere ben 50 probabilità su 100 di vedersi rifiutare una partita con il valore vero uguale a {\displaystyle {\overline {x}}}, all'eventuale esigenza di diminuire il rischio del venditore si deve far fronte facendo riferimento ad un valore centrale meno lontano dal limite di riferimento, cioè ad un valore di {\displaystyle E} inferiore (maggior precisione), con la conseguenza di dover aumentare {\displaystyle n} secondo l'equazione di cui sopra.